# 憤怒的小鳥的和平條約
《憤怒鳥的和平條約》（英語：Angry Birds Peace Treaty）是一段流行於網上的短片，在以色列最受歡迎的喜劇節目《Eretz Nehederet》中播出。內容是講述憤怒鳥們與牠們的敵人——綠色豬們正在談判是否簽署和平條約。病毒影片很快就經互聯網在世界各地流行。

## 情節
這個小品以知名的跨平台遊戲《憤怒鳥》諷刺最近失敗的以色列和巴勒斯坦和平進程，牠們在一個新聞發布會中宣布牠們談判破裂。在原本的遊戲中，小鳥們試圖取回綠色豬偷的鳥蛋。小鳥們發射自己到綠色豬嘗試躲避的地方，並摧毀一切建築物。遊戲中的豬很像《三隻小豬》童話故事的主角，牠們都不太懂建築。此外，影片中含有粗俗語言。

## 備受關注
此短片獲多個獨立網誌報導，包括digitaltrends.com和hotair.com，網上新聞媒體，如《國土報》、《基督科學箴言報》、《衛報》和MSNBC亦然。